# 海因里希·拉马西
海因里希·拉马西（德語：Heinrich Lammasch，1853年5月18日—1920年1月6日），奥地利法学家、政治家。奥匈帝国中奥地利帝国末代首相。
拉马西出生于下奥地利州的赛滕施特滕（今属下奥地利州）。他是犯罪学及国际法的教授，也是海牙国际法庭的成员。在哈布斯堡家族治下的奥地利，拉马西是首位非贵族出身的首相。1920年病卒于萨尔茨堡。享年67岁。

## 注脚
1. ↑  1922 Encyclopædia Britannica

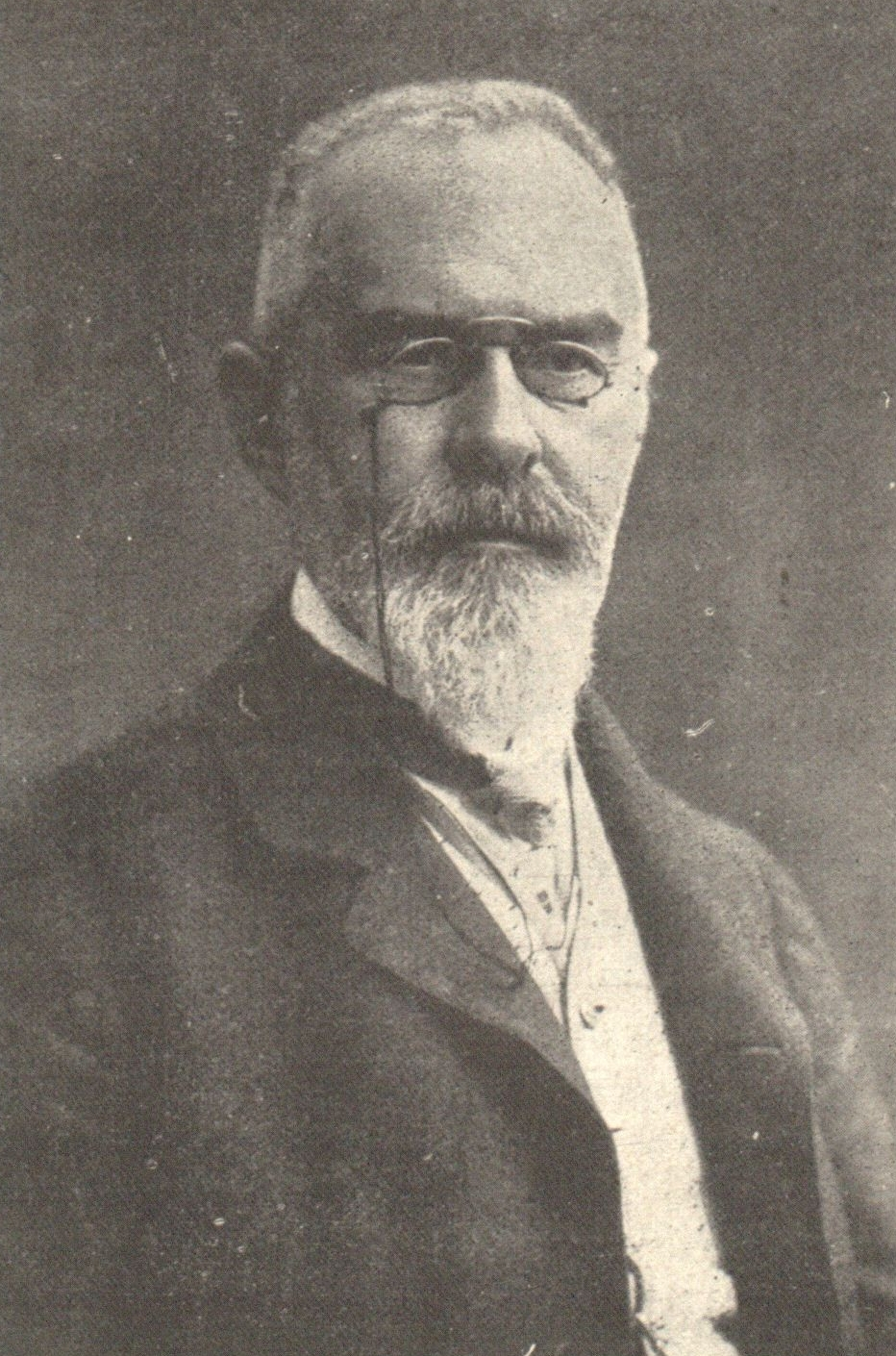
拉马西像

2. ↑  James Brown Scott,Heinrich Lammasch (1853-1920)Vol. 14, No. 4 (Oct., 1920), pp. 609-613